# Atman (Syria)
Atman (arab. عطمان) – wieś w Syrii, w muhafazie Aleppo, w dystrykcie Afrin. W 2004 roku liczyła 375 mieszkańców.